# 終身美麗 (歌曲)
終身美麗為香港歌手鄭秀文於2001年推出的粵語派台主打作品，是由其主演的電影《瘦身男女》主題曲。歌曲另有國語版本，名為不能承受的感動。兩個版本皆由陳輝陽作曲、編曲及監製，林夕填詞，一同收錄在鄭秀文2001年7月推出的專輯《Shocking Pink》中。
此歌曲是鄭秀文的代表作之一，在當年取得了三台冠軍的成績，為一首廣為人知的歌曲。鄭秀文除憑此歌曲在不同樂壇頒獎禮上奪得獎項外，更在第21屆香港電影金像獎憑此歌曲奪得「最佳原創電影歌曲」獎。

## 簡介
歌曲以A大調寫成，6/8轉2/4節拍(或12/8轉4/4)，並採用常見的卡農和弦進程：I - V - vi - iii - IV - I - IV - V。配合電影劇情，歌詞帶出「要先學懂自愛才去愛人」、「愛是唯一可以突破所有外貌上的差異」等訊息。

## 製作人員
- 鍵盤、錄音：陳輝陽@好好笑
- 貝斯：何俊傑
- 吉他：Barry Chung
- 鋼琴：孫偉明
- 混音：袁家揚

## 現場演繹
截至2019年的《#FOLLOWMi 鄭秀文世界巡迴演唱會》，鄭秀文在九個香港紅館演唱會中，共唱過七十次終身美麗，次數是第二多，只遜於八十六次以上的默契。在不同表演中，鄭秀文亦經常演唱終身美麗，合共次數高達300次以上。

## 軼事
歌曲的曲、編、監陳輝陽認為，終身美麗在他心目中是「完美流行曲」。他指，「完美流行曲」為歌曲旋律很商業化卻又不與其他歌曲相似，是不常遇到的作品，並指未想到旋律與此曲相似的歌曲。他又指，當時互聯網欠發達，電影團隊需於清晨時分在其住所樓下等候他完成作品以趕到日本拍攝，令他倍感壓力，最後仍順利將光碟交給他們。
而於2023年香港中學文憑考試音樂科中，此曲被摘錄使用（卷一乙部第七題，廣東話/香港流行音樂）。

## 所獲獎項
| 年份 | 頒獎單位                       | 獎項                       |
| ---- | ------------------------------ | -------------------------- |
| 2001 | 新城勁爆頒獎禮2001             | 新城勁爆歌曲               |
| 2001 | 2001年度叱咤樂壇流行榜頒獎典禮 | 專業推介 叱咤十大 第九位   |
| 2001 | 2001年度十大勁歌金曲頒獎典禮   | 十大勁歌金曲               |
| 2001 | 第二十四屆十大中文金曲頒獎典禮 | 十大中文金曲               |
| 2001 | 馬來西亞紅人金曲獎             | 十大金曲獎                 |
| 2001 | 加拿大FM 947中文歌曲票選2001   | 我最愛全年至尊歌曲大獎     |
| 2001 | 加拿大FM 947中文歌曲票選2001   | 我最喜愛十大歌曲           |
| 2001 | 香港流行音樂共和榜             | 五大歌曲                   |
| 2002 | 第21屆香港電影金像獎           | 最佳原創電影歌曲           |
| 2002 | 2002年CASH金帆音樂獎           | 最佳流行歌曲旋律           |
| 2002 | 華語音樂傳媒大獎               | 十大華語歌曲               |
| 2003 | 2003年CASH最廣泛演出金帆獎     | 最廣泛演出獎(粤語流行作品) |

## 爭議

### 《終身美麗》未能入選金曲
有傳鄭與無線關係不佳，因此《終身美麗》雖然大熱，但不入選《2001年勁歌金曲第三季季選》金曲之一，只獲得「網上金曲獎」。